# تسي تاك هيم
تسي تاك هيم (بالصينية: 謝德謙) هو مدرب كرة قدم ولاعب كرة قدم صيني في مركز حراسة المرمى، ولد في 10 فبراير 1985 في هونغ كونغ في الصين. شارك مع منتخب هونغ كونغ تحت 23 سنة لكرة القدم ومنتخب هونغ كونغ لكرة القدم. أما مع النوادي، فقد لعب مع نادي سيتيزن.

## وصلات خارجية
- تسي تاك هيم على موقع قاعدة بيانات كرة القدم.إي يو (الإنجليزية)
- تسي تاك هيم على موقع Soccerway.com (الإنجليزية)